# مارفن برات
مارفن برات (بالإنجليزية: Marvin Pratt)‏ هو سياسي أمريكي، ولد في 26 مايو 1944 في الولايات المتحدة. حزبياً، نشط في الحزب الديمقراطي.